# Голота Юрій Анатолійович
Ю́рій Анато́лійович Голота — сержант 79-ї окремої аеромобільної бригади Збройних Сил України, загинув в ході російсько-української війни.

## Життєпис
Народився 2 квітня 1982 року в селі Пролетарка (з 2016 року - Челбурда) Херсонської області.
Виріс у родині лісівників, дід усе життя працював у лісовому господарстві, батько — Анатолій Петрович — з 1973 року в Пролетарському лісництві. Юрій працював майстром лісу Пролетарського лісництва.
Літом 2014 року добровольцем мобілізований до 79-ї окремої аеромобільної бригади.
З 16 серпня 2014 року брав участь в антитерористичній операції на Сході України.
Загинув 6 листопада 2014-го під час мінометного обстрілу в ході штурму російськими бойовиками диспетчерської вежі аеропорту Донецька.
Похований 9 листопада в селі [[Пролетарка (Цюрупинський район)|Пролетарка]].
Залишились батьки, сестра, дружина та двоє синів.
2 березня 2015 року в Пролетарці встановлено пропам'ятну дошку на вшанування Юрія Голоти.

## Нагороди
За особисту мужність і героїзм, виявлені у захисті державного суверенітету та територіальної цілісності України, вірність військовій присязі під час російсько-української війни нагороджений
- орденом «За мужність» III ступеня (4.12.2014, посмертно)